# Бикау (Сату Маре)
Бикау (рум. Bicău) насеље је у Румунији у округу Сату Маре у општини Поми. Oпштина се налази на надморској висини од 179 m.

## Становништво
Према подацима из 2002. године у насељу је живело 187 становника, од којих су сви румунске националности.